# Saroha
Saroha (chaudahranasaroha) är en gotra tillhörig jaternas kast. Gotran ska ha migrerat från en by nära Rohtak i nuvarande Haryana och slagit sig ner invid Yamuna i den västra delen av nuvarande Uttar Pradesh.
Efternamn använda i denna gotra är Saroha och Rana. 